# Platydipteron plaumanni
Platydipteron plaumanni är en tvåvingeart som beskrevs av Borgmeier och Prado 1975. Platydipteron plaumanni ingår i släktet Platydipteron och familjen puckelflugor. Inga underarter finns listade i Catalogue of Life.